# Sigurður Ingi Jóhannsson
Sigurður Ingi Jóhannsson (født 20. april 1962) er en islandsk politiker, der siden 2016 har været formand for Fremskridtspartiet. Han overtog 7. april 2016 statministerposten fra Sigmundur Davíð Gunnlaugsson, der måtte gå af på grund af afsløringer i forbindelse med de såkaldte "Panama-papirer". Efter Altingsvalget 2016 blev han afløst som statsminister af Bjarni Benediktsson i januar 2017. Den 2. oktober 2016 besejrede han knebent Sigmundur i et kampvalg om formandsposten i Fremskridtspartiet, hvilket senere fik Sigmundur Davíð Gunnlaugsson til at forlade partiet og danne Centerpartiet.

## Biografi
Sigurður Ingi Jóhannsson er bondesøn fra det sydlige Island. Han er uddannet dyrlæge fra Landbohøjskolen i København og har haft privat dyrlægepraksis med fokus på landbrugsbesætninger. I en årrække drev han desuden sin fødegård. Han er tidligere formad for den islandske dyrlægeforening. 
Fra 2013 til han blev udnævnt til statsminister i 2016, var han Islands fiskeri- og landbrugsminister, og var desuden miljøminister. Efter at Sigmundur Davíð Gunnlaugsson trak sig som statsminister efter afsløringerne i Panama-papirerne, blev Sigurður Islands nye statsminister. Efter altingsvalget 2017 blev trafik- og kommunalminister i Katrín Jakobsdóttirs regering. 